# Birthday Eve
«Birthday Eve» es el sencillo número 20 de la cantante japonesa Kumi Kōda, lanzado originalmente el 14 de diciembre del año 2005. Es una edición limitada solo a 50 000 copias. El tema fue utilizado dentro de comerciales para los productos de NTT DoCoMo.

## Portada
La portada de este sencillo representa el espíritu consumista de los Estados Unidos de América. El color que representa al sencillo es el rosa.

## Video musical
La canción y el video musical representa a los sentimientos de una adolescente que le prepara una torta a su hombre amado, de una manera adorable, destacado también en la marcada influencia del Pop con presencia de trompetas que presenta. La canción se hizo bastante populares entre adolescentes de secundaria.

## Canciones
| CD  |                               |           |                 |                |          |  |
| N.º | Título                        | Letras    | Música          | Arreglistas(s) | Duración |  |
| 1.  | «Birthday Eve»                | Kumi Koda | Kosuke Morimoto | Toru Watanabe  |          |  |
| 2.  | «Birthday Eve» (Instrumental) |           |                 |                |          |  |